# Calligonum patens
Calligonum patens är en slideväxtart som beskrevs av Litwinow. Calligonum patens ingår i släktet Calligonum och familjen slideväxter. Inga underarter finns listade i Catalogue of Life.